# Villa Sacro Cuore (Rovagnate)
Villa Sacro Cuore è un edificio storico che sorge nel comune di La Valletta Brianza (precedentemente Rovagnate) in provincia di Lecco.
Nota originariamente con il nome di Villa Bissa, in seguito italianizzato in Villa Biscia, deriva il toponimo dalla prossimità con la località della Biscioja.
Sembra che il nome Bissa derivi dal biscione raffigurato su un antico stemma in pietra posto sul portone d'ingresso alla costruzione, simbolo dei Visconti: ciò farebbe risalire la sua costruzione ai tempi in cui la nobile famiglia dominava il Ducato di Milano.

## Vicende storiche della villa

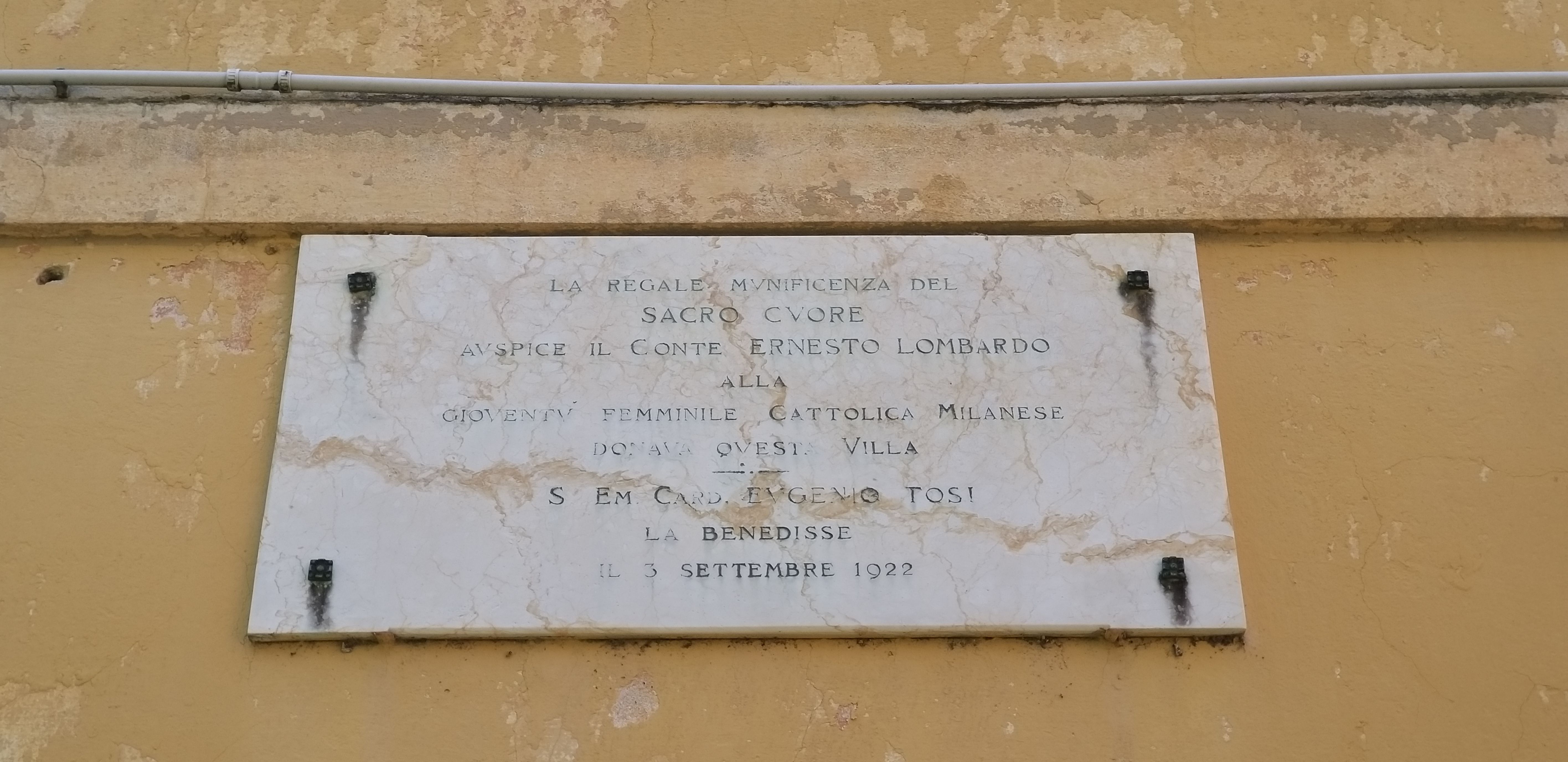
Targa che commemora la donazione della Villa da parte del conte Ernesto Lombardo alla Gioventù Femminile Cattolica milanese

Intorno al 1715 a nord del paese, sopra una collina dal lieve pendio fra la roggia Molinara a est, il rio Fiume e la strada per Como a ovest, venne costruito un primo fabbricato a pianta quadrata e corte chiusa interna. Il braccio occidentale per volere di Ilario Corti, possidente di vasti ronchi con gelsi nella zona, fu ampliato trasformando la preesistenza in casino di campagna.

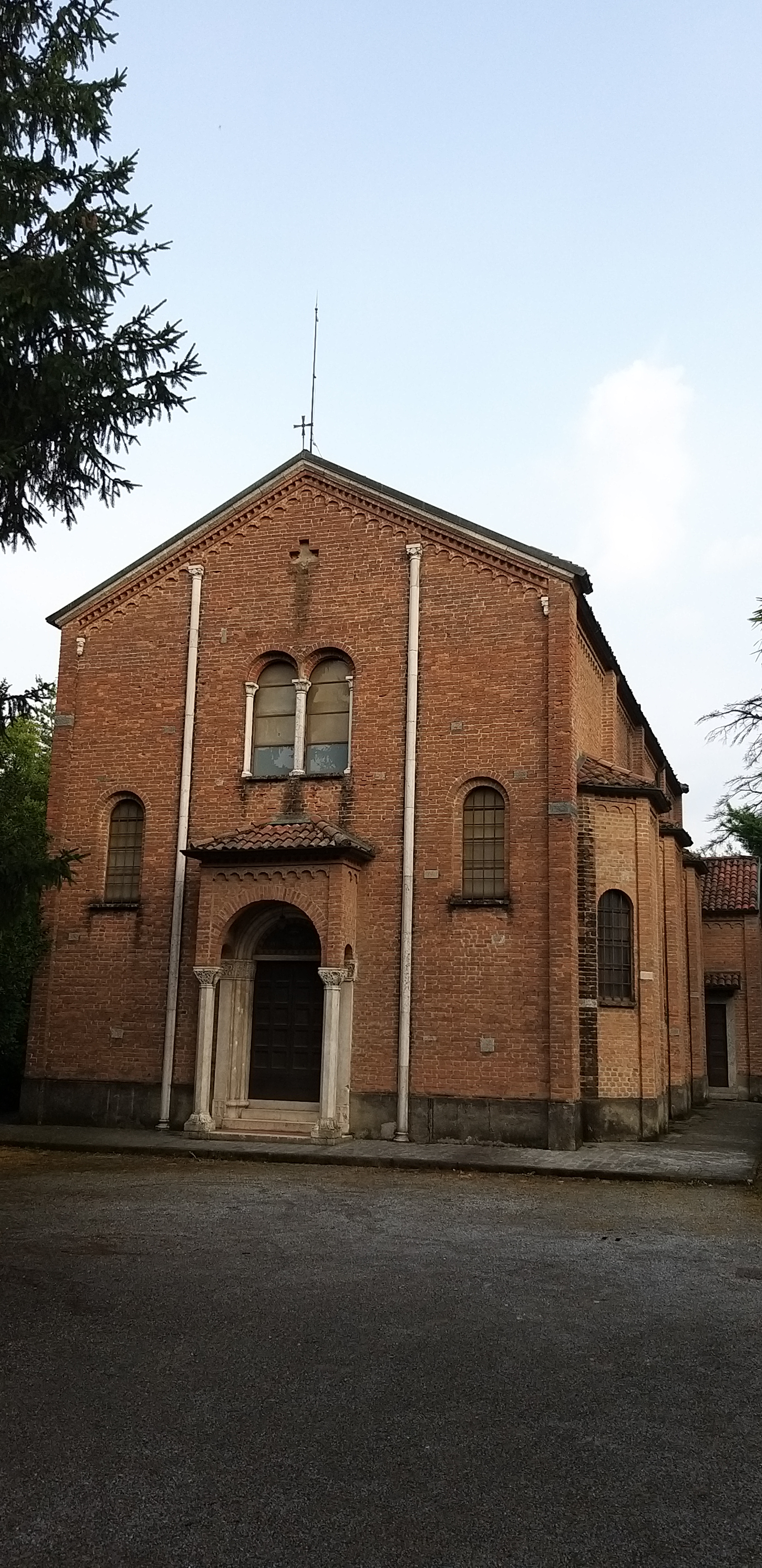
La facciata della Chiesa di Santa Marcellina, inaugurata il 10 agosto 1933 dal cardinale Schuster

Nel 1735, fu acquistata dalla famiglia Ceruti che ne migliorò notevolmente l'aspetto esterno e ne mantenne la proprietà fino a che Angela, sorella minore del sindaco Luigi Ceruti non la pose in vendita con la raccomandazione che l'acquirente fosse persona di buona morale con volontà di destinarla a usi e scopi religiosi.
Venne infine acquistata dal conte Ernesto Lombardo che ne fece dono nel 1922 alla Gioventù Femminile Cattolica di Milano che ne ricavò una casa spirituale per soggiorni estivi e per la celebrazione di riti religiosi. 
Questa nuova destinazione comportò, oltre a radicali interventi urbanistici e di adeguamento logistico, il cambio del nome in Villa Sacro Cuore. Tra le opere da ricordare, la formazione di una cappella nell'ala ovest, la quale nel 1932 venne trasferita nell'ampia chiesa di Santa Marcellina inaugurata il 10 agosto 1933 dal cardinale Schuster.

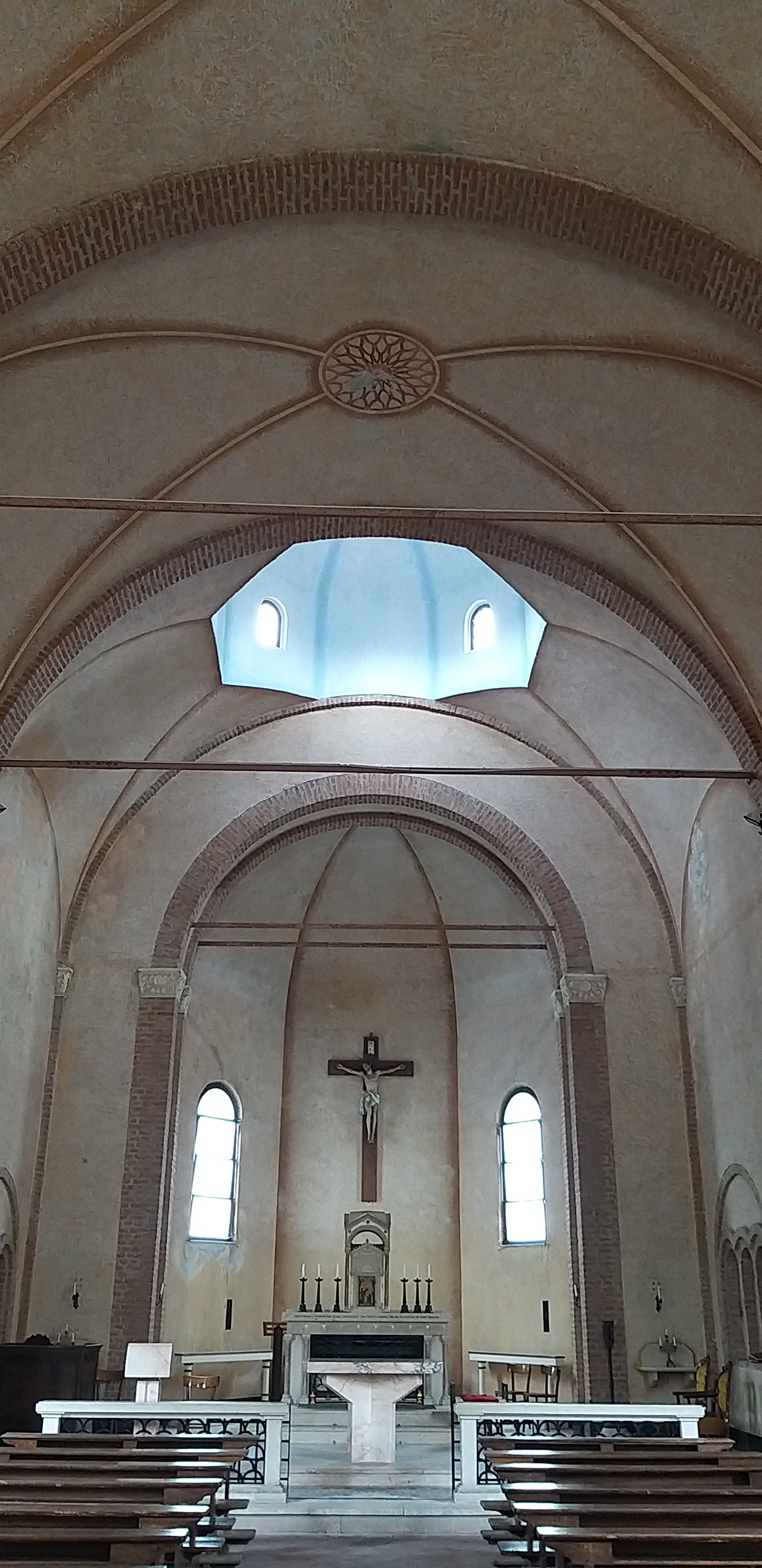
Gli interni della chiesa

La proprietà della villa si dimostrò sostanzialmente ostile alle amministrazioni comunali che si avvicendarono nel corso degli anni. Furono frequenti infatti le tensioni che si crearono tra la Dirigenza dell'Azione Cattolica e l'Amministrazione Comunale in particolare tra gli anni 1943 e 1945. Durante il periodo fascista vi venne infatti dislocata una Tenenza della Polizia di Stato a cui seguì, nel 1944, una parziale requisizione per poter ospitare famiglie di fascisti in fuga dall'avanzata alleata. Dopo la Liberazione venne invece occupata da partigiani che vi installarono il loro quartier generale.
Nel 1972 il fabbricato venne acquistato dal Comune di Rovagnate, diventando così sede degli uffici comunali mentre la chiesetta e gli arredi sacri contenuti, fu donala alla parrocchia di San Giorgio Martire che ne è tuttora proprietaria.

## Architettura della villa

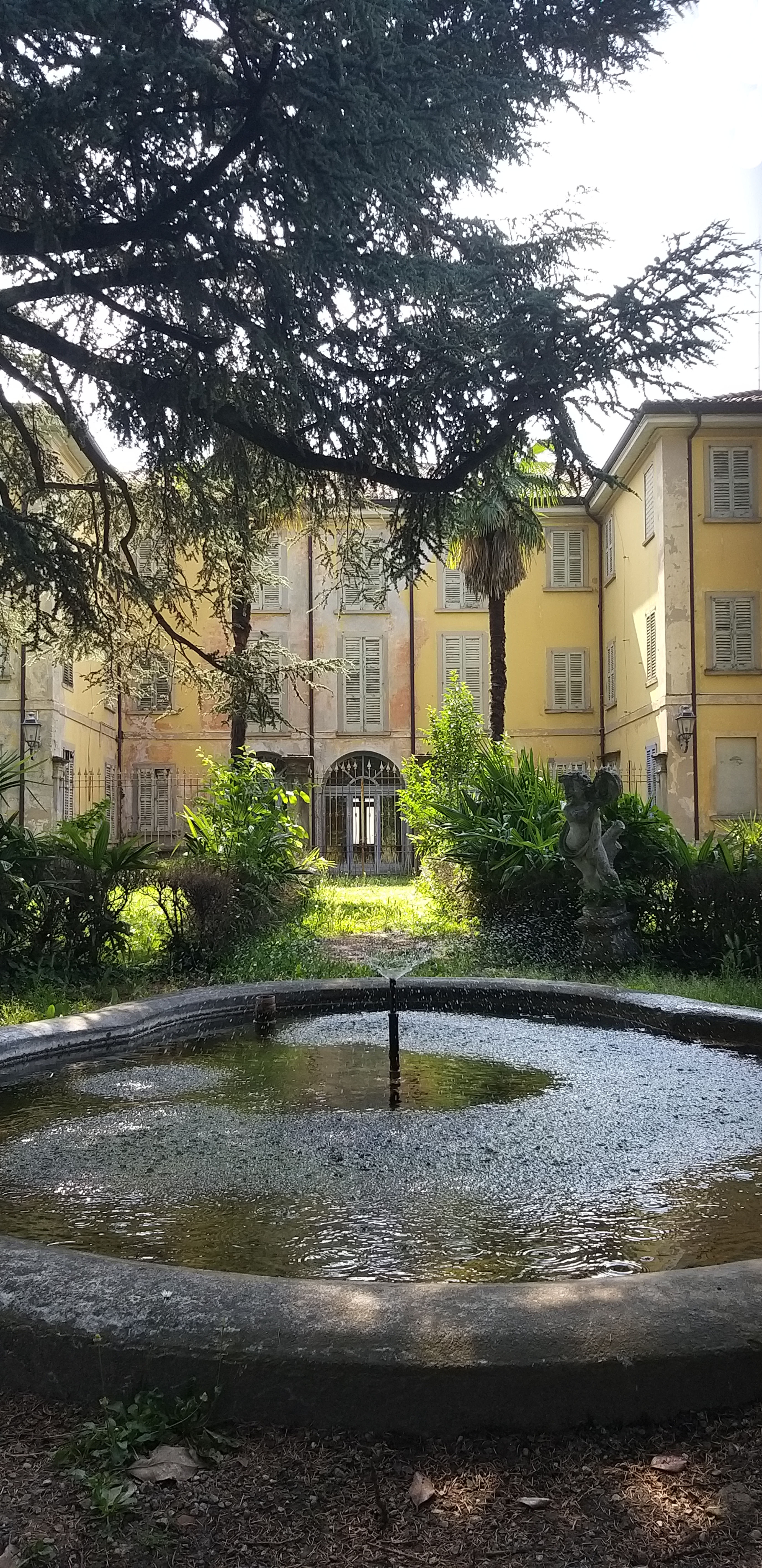
Vista del prospetto sul parco con gli archi a tre fornici su pilastri e le due alette aggettanti che servivano a chiudere una piccola corte

Dal punto di vista architettonico il complesso presenta uno stile sostanzialmente ottocentesco.
I lavori che si susseguirono nel corso degli anni, portarono alla definitiva trasformazione in villa: nella prima metà dell'Ottocento in particolare, la parte anteriore venne ripresa e ampliata verso nord ovest, sul parco, con la costruzione di un salone a tre fornici su pilastri e di due alette aggettanti che servivano a chiudere una piccola corte
Risalta soprattutto la parte frontale rossa divisa in tre sezioni da lesene e attraversata da una lunga terrazza su mensole. Qui risalta soprattutto la parte centrale, caratterizzata da un portale classicheggiante su tre piani, che risale al tardo Settecento, da due colonne poste ai lati, da porte finestre superiori, da un piano a balconcini e da un blocco superiore mistilineo con un orologio al centro, dove un tempo era posto un piccolo campanile.
All'interno del blocco principale si apre un atrio ottagonale su pilastri, una volta decorato, su cui si affaccia, al piano superiore, un grande salone con volta a padiglione, anch'esso ora privo di decorazioni e risalente, sembrerebbe, al tardo Settecento.

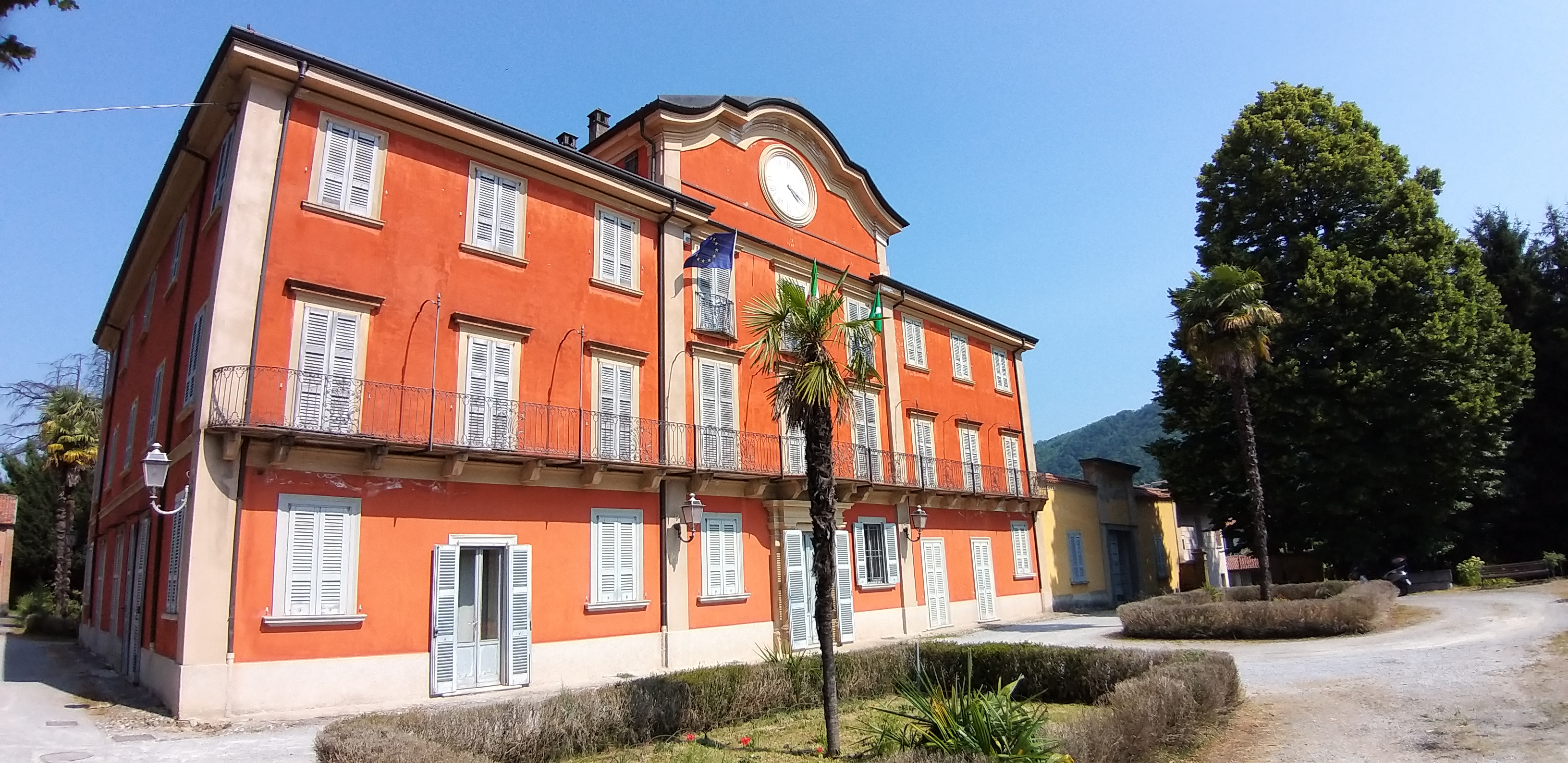
Il fronte dal tipico colore rosso diviso in tre sezioni da lesene con al centro l'orologio

Sui lati lunghi corrono due balconate contrapposte munite di balaustra in ferro. 
Questo spazio, dotato anche di un camino marmoreo elegante e sobrio, fu originariamente adibito a sala da ballo e da musica e venne utilizzato come salone consiliare dopo l'acquisizione della Villa da parte del Comune.
I lavori di restauro intrapresi nel 2017, hanno riportato alla luce nel locale al pianterreno una porzione di affresco perfettamente conservata, risalente con ogni probabilità ai primi dell'Ottocento e individuato ulteriori possibili decorazioni sulle pareti dell'atrio d'ingresso principale. Lungo lo scalone che conduce al piano superiore, sotto più strati di colori differenti (come in altri spazi), è stato individuato anche un corrimano dipinto per accedere al salone di rappresentanza usato poi come salone consiliare dal Comune.
La villa era inoltre dotata di una capiente cucina che poteva ospitare fino a 100 persone. Veniva aperta e utilizzata solitamente per circa tre mesi l'anno, nel periodo estivo in cui era adibita a luogo di incontri spirituali per la gioventù femminile.

## Il giardino della villa

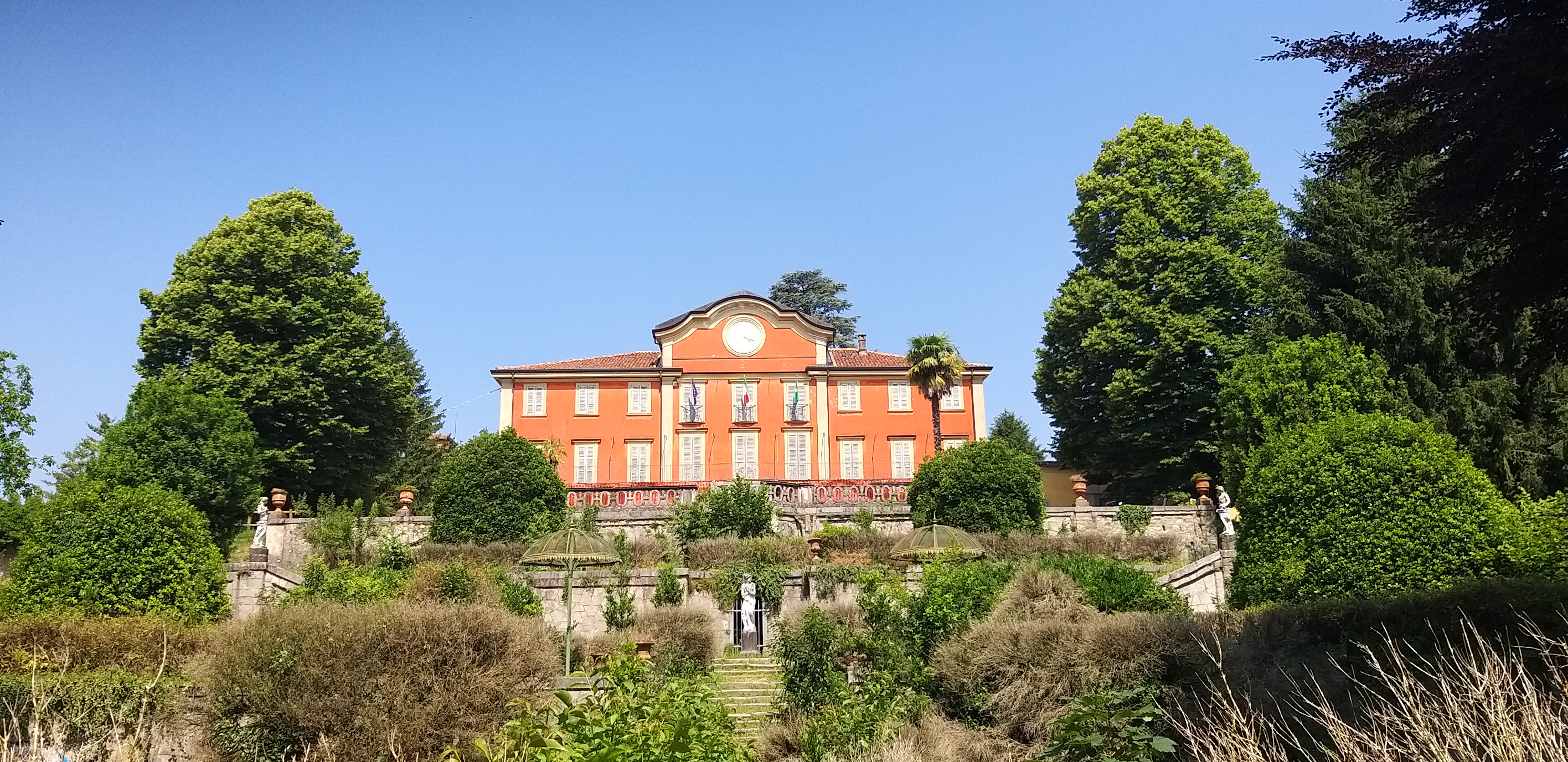
Il prospetto della villa con i resti del ninfeo e del giardino all'italiana prospicienti

Sul lato anteriore si trova un cortile con i resti di un ninfeo e di un giardino all'italiana con anello centrale dov'era posta una fontana; le numerose statue presenti sono di epoca recente.
Dietro la villa sul colle continua un giardino paesaggistico di notevole interesse.
Nel complesso, l'estensione dell'ampio parco è di circa 20 000 metri quadrati, con pinete, scalinate e siepi di bosso.